# Коста-де-Оро

Коста-де-Оро на карте департамента Канелонес

Коста-де-Оро (Золотой Берег) — группа городов, расположенных на 70 километровой полосе побережья Атлантического океана. Находится в  департаменте Канелонес, Уругвай южнее Рио-де-ла-Плата и восточнее Сьюдад-де-ла-Коста. Является одним из главных направлений уругвайского туризма. Главными городами Коста-де-Оро являются Атлантида и Ла Флореста. Располагается в часе езды от Монтевидео.

## Курорты на побережье
| - Нептуниа - Пинамар-Пайнпарк - Салинас - Мариндиа - Фортин-де-Санта-Роса - Вилья-Архентина - Атлантида - Лас-Тоскас - Парке-дель-Плата - Лас-Вегас - Ла Флореста - Коста-Асуль | - Бельо-Оризонте - Гуасувира-Нуэво - Гуасувира - Сан-Луис - Лос-Титанес - Ла-Туна - Араминда - Санта-Лусия-дель-Эсте - Биарриц - Кучилья-Альта - Санта-Ана - Бальнеарио-Архентино - Хаурегиберри |  |

## Статистика
| Год                           | 2011    | 2010    | 2009   | 2008   | 2007   |
| ----------------------------- | ------- | ------- | ------ | ------ | ------ |
| Количество прибывших туристов | 139,199 | 112,621 | 81,591 | 80,324 | 78,926 |